# آیهان اولوبلن
آیهان اولوبلن (انگلیسی: Ayhan Ulubelen؛ زاده ۲۰ اوت ۱۹۳۱- درگذشت ٢٩ نوامبر ٢٠٢٠ یک دانشمند در زمینه شیمی تجزیه اهل ترکیه است.